# A-lusion
A-lusion, artistnamn för Onne Witjes, född den 11 augusti 1983 i Elst, är en nederländsk hardstyleproducent och -DJ. Han har även producerat under namnen D-vided och Sylenth, samt i grupperna Quantum Force (med Ferdi Verlaan) och Second Identity (med Scope DJ).
Witjes har framträtt på festivaler och evenemang som Defqon.1, Q-base, X-Qlusive, In Qontrol, Hardbass, Qlimax och Qlubtempo. Han har spelat i flera europeiska länder och Australien.
Han äger sen 2012 ett eget skivbolag, Lussive Music. Han släpper även sin musik där sedan 2012.

## Diskografi
| Titel                                                          | Alias                                       | Skivmärke         | År     |
| -------------------------------------------------------------- | ------------------------------------------- | ----------------- | ------ |
| The Way                                                        | D-vided                                     | Blutonium Records | 2003   |
| Re-Count                                                       | A-lusion                                    | Scantraxx         | 2003   |
| Confusion / The Biggest Bang                                   | Quantum Force                               | OGP Records       | 2003   |
| Rock Rock Yeah                                                 | Quantum Force                               | OGP Records       | 2003   |
| So High                                                        | D-vided                                     | Blutonium Records | 2004   |
| Mess With the Best                                             | A-lusion Meets the Bassfillerz              | DJS Records       | 2004   |
| Re-bel / Future Shokk                                          | A-lusion                                    | Scantraxx Special | 2004   |
| Give Me Your Soul Tonight                                      | A-lusion vs. Overdrive                      | Explosive Records | 2005   |
| Talk Iz Tomorrow                                               | A-lusion                                    | Scantraxx         | 2005   |
| Perfect It                                                     | A-lusion                                    | Scantraxx         | 2006   |
| More Action                                                    | A-lusion vs. DJ Nightkiller                 | Scantraxx         | 2006   |
| Get Smacked                                                    | A-lusion featuring MC Villain               | DJS Records       | 2006   |
| Drummer Beat / Re-Vera                                         | A-lusion                                    | Scantraxx         | 2006   |
| Be Yourself / Freeek It Up                                     | A-lusion                                    | Scantraxx         | 2007   |
| The 4 Elementz / Talk Iz the Rmx                               | A-lusion (feat. MC Renegade)                | Scantraxx Special | 2007   |
| Veritas / In Trouble                                           | A-lusion                                    | M!D!FY            | 2008   |
| Voodoo / Guidelinez                                            | A-lusion                                    | Scantraxx         | 2008   |
| Music in You / Detonation                                      | Sylenth & Glitch                            | Scantraxx Special | 2008   |
| Between Worlds / Reaching Out                                  | A-lusion meets Scope Dj                     | Scantraxx Silver  | 2009   |
| Visual Perception / Too Close / No Regrets / Blue Fairy        | A-lusion                                    | Scantraxx Silver  | 2009   |
| Identify / Amplified                                           | Second Identity                             | Scantraxx Silver  | 2010   |
| The Album                                                      | A-lusion & Scope DJ Present Second Identity | Scantraxx CD      | 2010   |
| Fortuna / Marked for Life / Veritas (2008 Mix & Dj Zany Remix) | A-lusion                                    | M!D!FY Digital    | 2010   |
| Album Sampler 1: Karma Circle / Distorted Device               | Second Identity                             | Scantraxx Special | 2010 ♙ |

### Remixer
| Titel                                         | Remix                                                 | Skivmärke         | År   |
| --------------------------------------------- | ----------------------------------------------------- | ----------------- | ---- |
| Le Brisc - I've Got (The Power)               | I've Got (The Power) (A-lusion Remix)                 | Blutonium Records | 2003 |
| DJ Session One - In the Way                   | In the Way (A-lusion Hardstyle Mix)                   | Blutonium Records | 2003 |
| Clubburners - Planet Bass                     | Planet Bass (A-lusion Remix)                          | Twisted Minds     | 2003 |
| DJ Mike - Resistance                          | Resistance (Blutonium Boy vs. A-lusion Hardstyle Mix) | Q-Asar            | 2003 |
| D-vided - The Way                             | The Way (A-lusion Mix)                                | Blutonium Records | 2003 |
| Harry Klein - F**king Revolution              | F**king Revolution (A-lusion Remix)                   | Activa Records    | 2004 |
| D-vided - So High                             | So High (A-lusion Remix)                              | Blutonium Records | 2004 |
| Mind Hunterz - Fear E.P.                      | Fear Anthem (A-lusion Remix)                          | Kattiva Records   | 2005 |
| A-lusion - Talk Iz Tomorrow                   | Scratch Warrior (D-vided Vocal Mix)                   | Scantraxx         | 2005 |
| Kat - Gimme Da E.P.                           | Gimme Da Bass (A-lusion Remix)                        | Wicked Records    | 2006 |
| Evil Z - The End of Time (Cyber Raver Anthem) | The End of Time (D-vided Remix)                       | Explosive Records | 2007 |
| DJ Nightkiller - Skwert                       | Skwert (A-lusion Mix)                                 | DJS Records       | 2009 |